# John Elvin Shaffner
John Elvin Shaffner, né le 3 mars 1911 et mort le 11 juin 2001 est une personnalité politique canadienne, Lieutenant-gouverneur de la province de Nouvelle-Écosse de 1978 à 1984.